# حميدة عائشة سلطان
حميدة عائشة سلطان (بالتركية الحديثة: Hamide Ayşe Sultan) أو عائشة عثمان أوغلو (بالتركية الحديثة: Ayşe Osmanoğlu) ـ (2 نوفمبر 1887 ـ 10 أغسطس 1960) هي ابنة السلطان العثماني عبد الحميد الثاني من زوجته الثامنة مشفقة قادن أفندي، وكانت العاشرة في الترتيب بين أبناء السلطان عبد الحميد الثاني، والسادسة بين البنات، أما أمها فلم تنجب سواها.
اشتهرت حميدة عائشة سلطان بنشرها مذكراتها تحت عنوان «أبي السلطان عبد الحميد» (بالتركية الحديثة Babam Sultan Abdülhamid) سنة 1960، مدافعة فيها عن أبيها ضد الكتابات التي أساءت إليه.